# Pierre d'Alençon (missionnaire)
Pour les articles homonymes, voir Pierre d'Alençon.
Pierre d’Alençon, né dans la seconde moitié du XVIe siècle à Alençon et mort au Maroc le 22 mars 1629 est un missionnaire français.
Originaire du quartier alençonnais de Montsort, cet homme pieux et plein de charité voulut se consacrer à la propagation de la foi, se fit missionnaire capucin, et passa, avec un autre religieux, le père Michel de Vezins, dans l’Empire du Maroc, pour y prêcher l’Évangile. Arrêté par l’ordre de l’Empereur, il fut, ainsi que son compagnon, enfermé dans une affreuse prison où on leur fit endurer, pendant quatre ans, les plus dures privations. Rendu à la liberté, le père Pierre se voua, dans ce même pays, au service des pestiférés, et mourut victime de son dévouement.
Le père Pierre a publié des lettres aux pères Joseph et Jérôme, où il donne les détails des tortures qu’on lui fit subir pendant son emprisonnement au Maroc.

## Œuvres
- La Mortification de l’Homme intérieur pour devenir saint, Lyon, 1625 ;
- Lettres au P. Joseph et au P. Jérôme, de la Flèche, 1628.

## Sources
- Théodore-Éloi Lebreton, Biographie normande, t. 3, Rouen, Le Brument, 1861, p. 224.
- Pierre-Joseph Odolant-Desnos, Mémoires historiques sur la ville d’Alençon et sur ses seigneurs, 1787, p. 610-1.
- Noémi-Noire Oursel, Nouvelle Biographie normande, t. 2, Paris, Picard, 1886, p. 356.